# Edmund Bulanda
Edmund Jan Bulanda (ur. 28 października 1882 w Krakowie, zm. 3 kwietnia 1951 we Wrocławiu) – polski archeolog, rektor Uniwersytetu Jana Kazimierza we Lwowie, profesor Uniwersytetu Wrocławskiego.

## Życiorys
Urodził się 28 października 1882 w Krakowie, w rodzinie Jana i Joanny z Marków. W 1902 ukończył Gimnazjum św. Anny w Krakowie, po czym w latach 1903–1907 studiował na Wydziale Filozoficznym Uniwersytetu Jagiellońskiego, gdzie w 1908 uzyskał doktorat. W latach 1907–1913 podróżował naukowo do Wiednia, Berlina, Monachium, Florencji, Rzymu, na Sycylię, do Grecji i Azji Mniejszej, pracując w tamtejszych muzeach i uczestnicząc w pracach wykopaliskowych. Na UJ w 1913 habilitował się z archeologii klasycznej. Podczas I wojny światowej w latach 1915–1916 służył w armii austro-węgierskiej. Od 1 grudnia 1916 do 1920 był profesorem nadzwyczajnym na Uniwersytecie Lwowskim, następnie zaś profesorem zwyczajnym. Brał udział w obronie Lwowa w trakcie wojny polsko-ukraińskiej jako członek straży obywatelskiej. Był wybierany dziekanem Wydziału Humanistycznego (dwukrotnie), zaś w roku 1933 rektorem polskiego Uniwersytetu Jana Kazimierza we Lwowie (nie objął wówczas stanowiska z powodu sprzeciwu ministra oświecenia publicznego i wyznań religijnych Janusza Jędrzejewicza). Rektorem UJK został wybrany 21 stycznia 1938, pełnił tę funkcję od 25 lutego 1938 do 31 sierpnia 1939. Został członkiem założycielem powołanego w 1938 Stowarzyszenia „Towarzystwo Budowy Panoramy Plastycznej Dawnego Lwowa”.
Po agresji ZSRR na Polskę i rozpoczęciu okupacji sowieckiej wykładał archeologię chrześcijańską na tajnym Wydziale Teologicznym UJK. Był zaangażowany w tajne nauczanie. Po ataku Niemiec na ZSRR i nastaniu okupacji niemieckiej), upoważniony przez dyrektora Departamentu Oświaty i Kultury Delegatury Rządu na Kraj Czesława Wycecha do koordynacji działań w podziemiu ukierunkowanych na szkolnictwo wyższe. Od lipca 1941 prowadził prace mające na celu reaktywację tajnej działalności UJK, a od 5 sierpnia 1941 do stycznia 1942 pełnił funkcję Okręgowego Delegata Rządu we Lwowie, działając pod pseudonimem „Krakowiak”. Został rektorem tajnego UJK (30 czerwca 1941 – lipiec 1944), prowadził wykłady archeologii na Wydziale Humanistycznym, zasiadł w komisji przewodów doktorskich. Po ponownej okupacji Lwowa przez Armię Czerwoną 28 lipca 1944 i otwarciu w nowym roku akademickim Uniwersytetu im. Iwana Franki został zatrudniony w Katedrze Filologii Klasycznej.
W 1945 zmuszony do wyjazdu ze Lwowa osiadł we Wrocławiu. Od 1 maja 1946 pracował na Wydziale Humanistycznym Uniwersytetu Wrocławskiego jako profesor zwyczajny. Był kierownikiem Katedry Archeologii Klasycznej. Był poddany działaniom represyjnym ze strony władz PRL, został określony jako „reakcyjny profesor” przez KC PZPR (1949/1950). Zajmował się grecką rzeźbą antyczną, uzbrojeniem antycznym i dziejami Etrusków.  Opublikował ponad 50 prac naukowych w wielu językach. Był prezesem Polskiego Towarzystwa Archeologicznego, członkiem Towarzystwa Naukowego we Lwowie, Związku Numizmatyków Lwowskich, Wrocławskiego Towarzystwa Naukowego i niemieckiego Instytutu Archeologicznego.
Od 30 czerwca 1920 był mężem Marii Ireny z Obertyńskich.
Został pochowany na cmentarzu św. Wawrzyńca we Wrocławiu.

## Ordery i odznaczenia
- Krzyż Komandorski Orderu Odrodzenia Polski (11 listopada 1936)[13][14]
- Złoty Krzyż Zasługi (1938)[15][16]
- Krzyż Komandorski Orderu Korony Włoch (Włochy)[1]